# Teramo Calcio
Die Società Sportiva Teramo Calcio, kurz Teramo Calcio, ist ein italienischer Fußballverein aus Teramo. Der Verein wurde 1913 gegründet und trägt seine Heimspiele im Stadio Gaetano Bonolis aus, das Platz bietet für 7.500 Zuschauer. Teramo Calcio spielte bisher noch nie erst- oder zweitklassig und ist gegenwärtig in der drittklassigen Serie C zu finden.

## Geschichte
Die heutige Società Sportiva Teramo Calcio wurde am 15. Juli 1913 unter dem Namen Associazione Sportiva Teramo gegründet. Zunächst nahm der neu gegründete Verein nicht am Spielbetrieb des italienischen damals noch Amateurfußball teil. Erst 1929 entschied sich die Vereinsführung, eine Ligamannschaft zusammenzustellen, und der Verein spielte fortan in der Terza Divisione, der damals fünfthöchsten Liga, und dort in der Regionalmeisterschaft Marken-Abruzzen. In den folgenden Jahren vor dem Zweiten Weltkrieg spielte der AS Teramo vorrangig in der Seconda Divisione, damals die vierthöchste Liga. 1935 benannte man sich in Associazione Polisportiva Interamnia um, nur vier Jahre später wurde daraus Società Sportiva Interamnia. 1939/40 und 1940/41 verbrachte die Mannschaft erstmals zwei Spielzeiten in der Serie C, der dritthöchsten Spielklasse. 1944 änderte sich der Vereinsname zu Società Calcistica Interamnia, ein Jahr später in Libertas Teramo und 1946 in Società Sportiva Teramo. 1948 wurde aus dem Verein der Associazione Sportiva Teramo, sieben Jahre später die Società Sportiva Teramo, und weitere zwei Jahre später kehrte man wieder zum vorherigen Namen zurück. 1968 benannte sich der Klub in Unione Sportiva Teramo um, woraus 1973 Teramo Calcio wurde. Dies bedeutete vorerst den letzten Namenswechsel für den Verein aus Teramo, einer Stadt mit heutzutage ungefähr 54.000 Einwohnern in der gleichnamigen Provinz in der Region Abruzzen. Erst 2008 änderte sich der Vereinsname wieder, diesmal zu Società Sportiva Dilettantistica Real Teramo. Ein Jahr später wurde daraus dann Società Sportiva Dilettantistica Teramo Calcio, 2012 wurde der heutige Name Società Sportiva Teramo Calcio dann eingeführt.
Sportlich startete der Verein aus Teramo nach dem Ende des Zweiten Weltkriegs in der Serie C, wo man bis 1948 spielte, danach aber ziemlich in der Bedeutungslosigkeit des Regionalfußballs in den Abruzzen verschwand. 1959 gelang die Rückkehr in die Drittklassigkeit, wo man sich allerdings nicht halten konnte. Nach drei Jahren in der viertklassigen Serie D stieg man 1963 erneut in den Regionalfußball ab, schaffte aber zwei Jahre später die Rückkehr in die Serie D. In der Folgezeit setzte sich dieses Pendeln zwischen vierter und fünfter Spielklasse fort. Nach Ende der Serie D 1973/74 schaffte Teramo Calcio die Rückkehr in die Serie C, wo man sich in der Folge bis 1980 auf drittklassigem Niveau etablieren konnte. 1980 stieg Teramo aus der Serie C1 in die Serie C2 ab, sechs Jahre später gelang der Wiederaufstieg. Weitere zwei Jahre später stieg Teramo Calcio 1988 allerdings wieder in die Serie C2 ab. Nachdem die 90er-Jahre ähnlich verliefen, bekam Teramo Calcio im neuen Jahrtausend zunehmend finanzielle Probleme. Nachdem man bis 2007 drittklassig gespielt hatte und in ebendiesem Jahr abgestiegen war, misslang in der Serie C2 2007/08 der direkte Wiederaufstieg und Teramo Calcio wurde insolvent und in der Folge aufgelöst. Der Verein wurde neu gegründet und startete wieder in der Promozione Abruzzen. Von dort aus arbeitete man sich sukzessive wieder nach oben und spielt gegenwärtig wieder drittklassig in der Lega Pro.
Die Lega Pro 2014/15 beendete Teramo Calcio auf dem ersten Platz der Girone B mit einem Vorsprung von vier Zählern auf Ascoli Picchio FC 1898. Dies hätte den Verein eigentlich zum erstmaligen Aufstieg in die Serie B berechtigt. Allerdings wurde nachgewiesen, dass die Partie Teramos am vorletzten Spieltag gegen Savona 1907 FBC (Endstand: 2:0) manipuliert wurde, um den damit feststehenden Aufstieg von Teramo Calcio sicherzustellen. Der Verein wurde infolgedessen in die Serie D strafversetzt, während Ascoli in die zweite Liga aufstieg. Diese Entscheidung wurde jedoch widerrufen, sodass Teramo in der Saison 2015/16 wieder in der Lega Pro startet, allerdings mit sechs Punkten Abzug von Saisonbeginn an.

## Erfolge
- Serie C2: 2× (1985/86, 2001/02)
- Serie D: 3× (1973/74, 1993/94, 2011/12)

## Ehemalige Spieler
- Matteo Beretta
- Alain Bono
- Moris Carrozzieri
- Enrico Chiesa
- Stefano Fanucci
- Corentin Fiore
- Jefferson Andrade Siqueira
- Roberto Kettlun
- Gianluca Lapadula
- Julio César de León
- Francesco Mancini
- Mario Martiradonna
- Paolo Mazza
- Simone Pepe
- Bara Mamadou Ndiaye
- Jan Polák
- Andrea Rossi
- Christian Terlizzi

## Ehemalige Trainer
- Ambrogio Alfonso
- Aldo Ammazzalorso
- Antonino Asta
- Maurizio Bruno
- Gianni Corelli
- Andrea Cupi
- Luigi Delneri
- Beniamino Di Giacomo
- Ezio Galbiati
- Armand Halmos
- Romolo Marinari
- Franco Maselli
- Romano Mattè
- Francesco Mattuteia
- Valeriano Ottino
- Massimo Paci
- Ottavio Palladini
- Dino Panzanato
- Angelo Pereni
- Roberto Pruzzo
- Giovanni Battista Rebuffo
- Domenico Rosati
- Giorgio Rumignani
- Bruno Tedino
- Orlando Tognotti
- Mario Tortul
- Guido Ugolotti
- Franco Vannini
- Vincenzo Vivarini
- Lamberto Zauli
- Luciano Zecchini